# Vlatko Andonovski
Vlatko Andonovski (makedonsk: Влатко Андоновски (født 14. september 1976) er en makedonsk/amerikansk fodboldtræner og tidligere fodboldspiller, som er cheftræner for USAs kvindefodboldlandshold, siden 2019.
Andonovski har tidligere trænet FC Kansas City og Seattle Reign FC fra National Women's Soccer League, og Kansas City Comets i Major Arena Soccer League.
Han blev præsenteret som ny landstræner for USA den 28. oktober 2019, efter han overtog fra engelske Jill Ellis.
Han vandt hans første titel med USAs kvinder i 2020, ved SheBelieves Cup.